# 緑地公園駅
緑地公園駅（りょくちこうえんえき）は、大阪府豊中市東寺内町にある、北大阪急行電鉄南北線の駅。駅番号はM10。

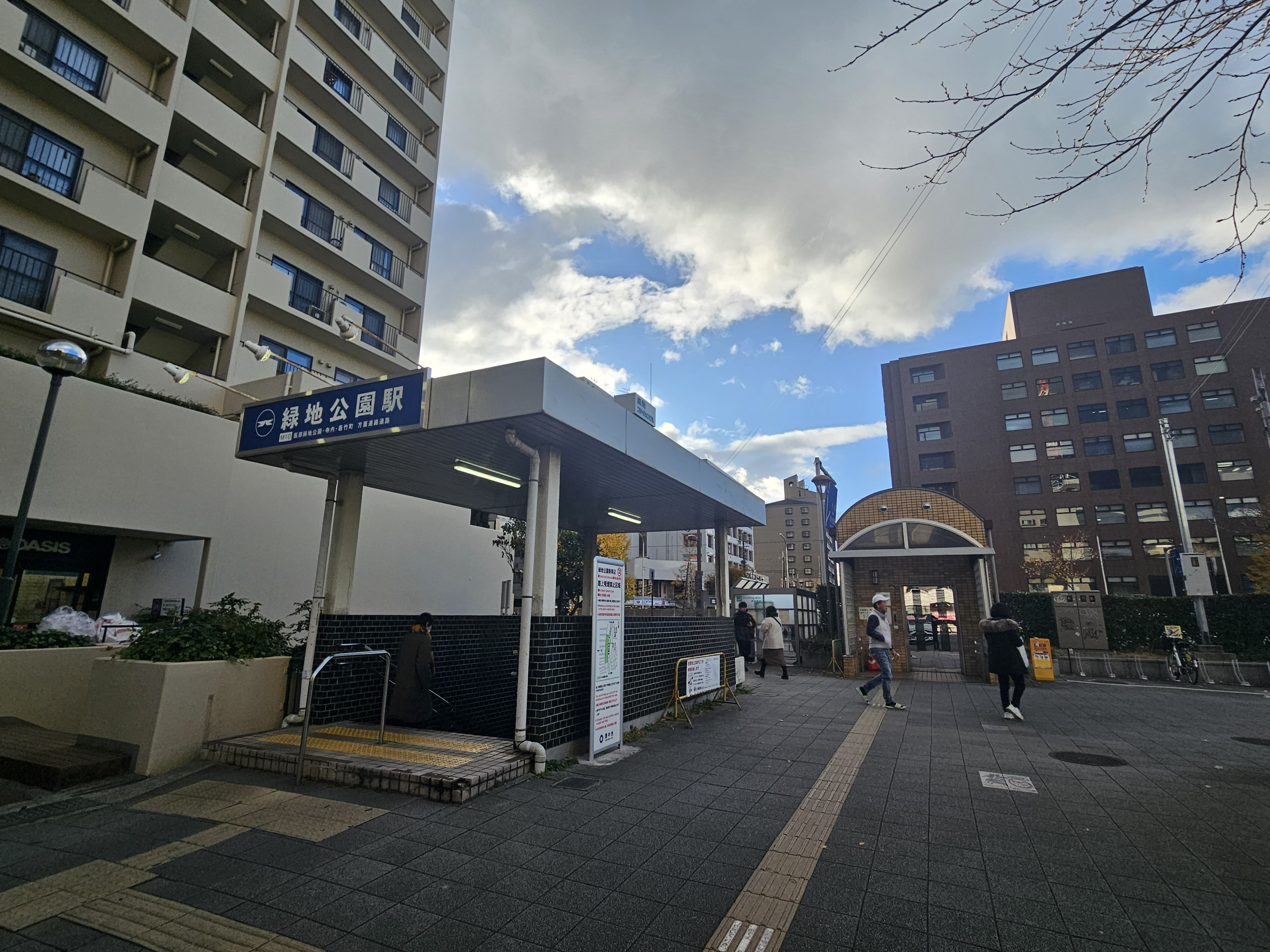
南口直結の地下道の出入口（東側、2024年12月）

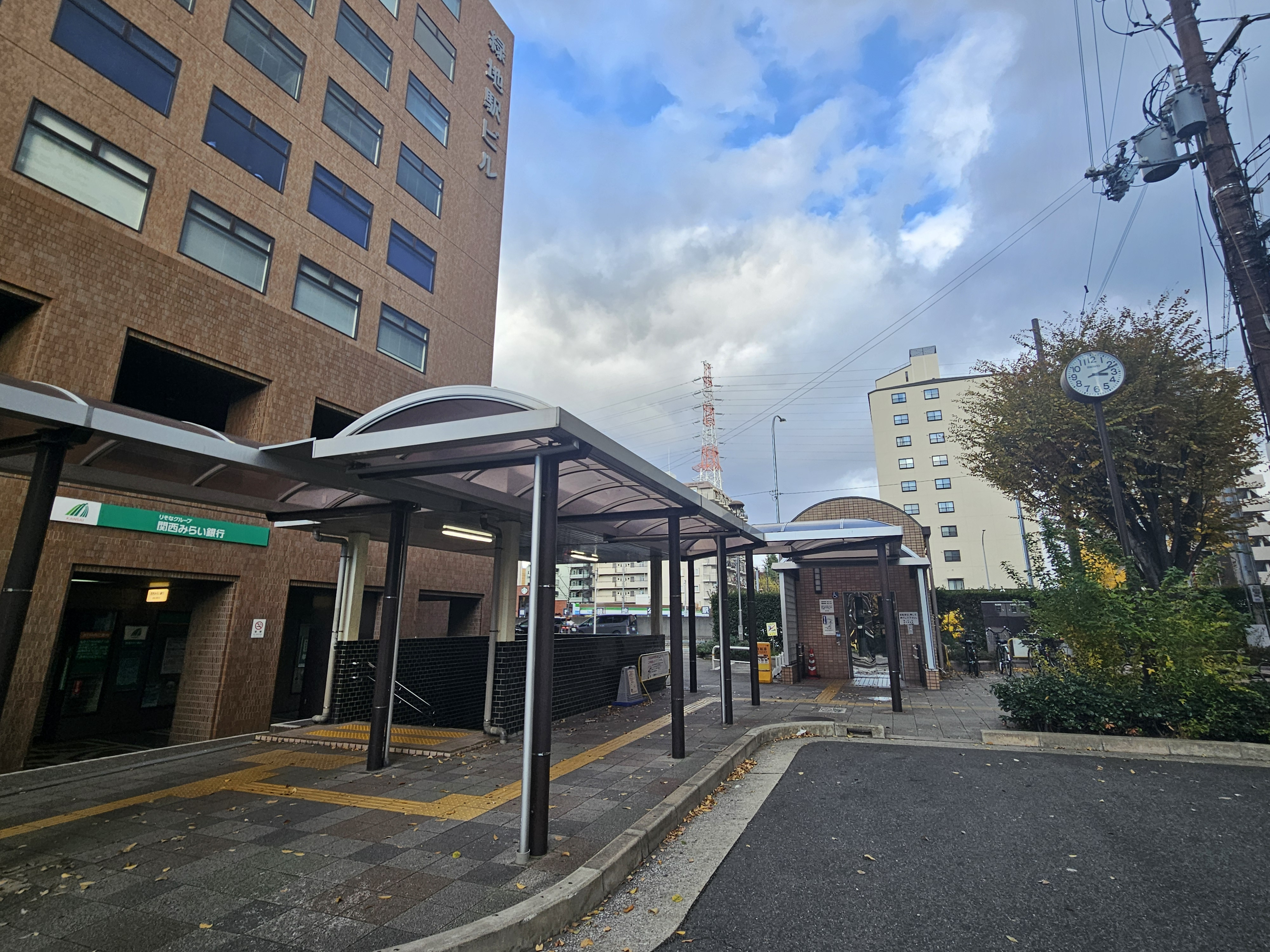
南口直結の地下道の出入口（西側、2024年12月）

## 歴史
大阪府のニュータウン建設計画により、ニュータウン内に一駅（桃山台駅）および寺内地区に一駅（当駅）の駅設置が決定された。南北線建設の際、大阪府は駅設置のための道路用地の拡幅が不可能であるとして、当駅を地下駅とすることを提案したが、建設費が高額となるため、現在の半地下構造が採用された。当駅は建設の際、将来的に駅舎を設置出来るように配慮されたが、南北線開通時点では周辺の開発が進んでいなかったため駅開設は行わず、周辺の区画整理の進捗状況に合わせて建設時期を決定することとなった。

### 年表
- 1972年（昭和47年）1月：駅開設を豊中市から打診[2]。
- 1974年（昭和49年）3月26日：起工[4]。
- 1975年（昭和50年）
  - 2月：駅舎工事が完成[2]。
  - 3月30日：北大阪急行電鉄南北線の桃山台駅 - 江坂駅間に新設開業[2][3]。
- 1979年（昭和54年）10月15日：緑地駅ビルが竣工[5]。
- 1984年（昭和59年）8月8日：自動改札機を設置[6]。
- 1987年（昭和62年）
  - 2月26日：ホームを9両編成に対応する延伸工事が完了[6]。
  - 10月2日：エスカレーターを設置[7]。
- 2004年（平成16年）3月27日：エレベーターを新設[8]。
- 2005年（平成17年）7月29日：西改札口にスロープを設置[9]。
- 2018年（平成30年）2月24日：可動式ホーム柵の使用を開始[10]。

## 駅構造
相対式ホーム2面2線（長さ：1番線が191.7 m・2番線が190.35 m）を有する半地下駅。駅前後では新御堂筋の北行き・南行きの道路が線路を挟む形態であり、駅の部分は掘割状で、ホームの真上は新御堂筋の北行き・南行きの車線となっている。改札口は南口と西口の2か所がある。南口は、各ホームを連絡する地下道部分にあり、新御堂筋の道路面からは2階層下になる。エレベーターは各ホームから地下道に直結する形で一基ずつ、エスカレーターは同様に1基ずつで昇り専用のみ（終電付近はくだり専用）。西口は2番ホーム側に設けられており、駅西側の緑地駅ビルに直結している。西口は開設時間（午前7時から午後11時まで）が限定されている。各ホームに待合室が2つずつ設置されている。トイレは南改札内にある。

### のりば
| 番線 | 路線   | 行先         |
| ---- | ------ | ------------ |
| 1    | 南北線 | なかもず方面 |
| 2    | 南北線 | 箕面萱野方面 |

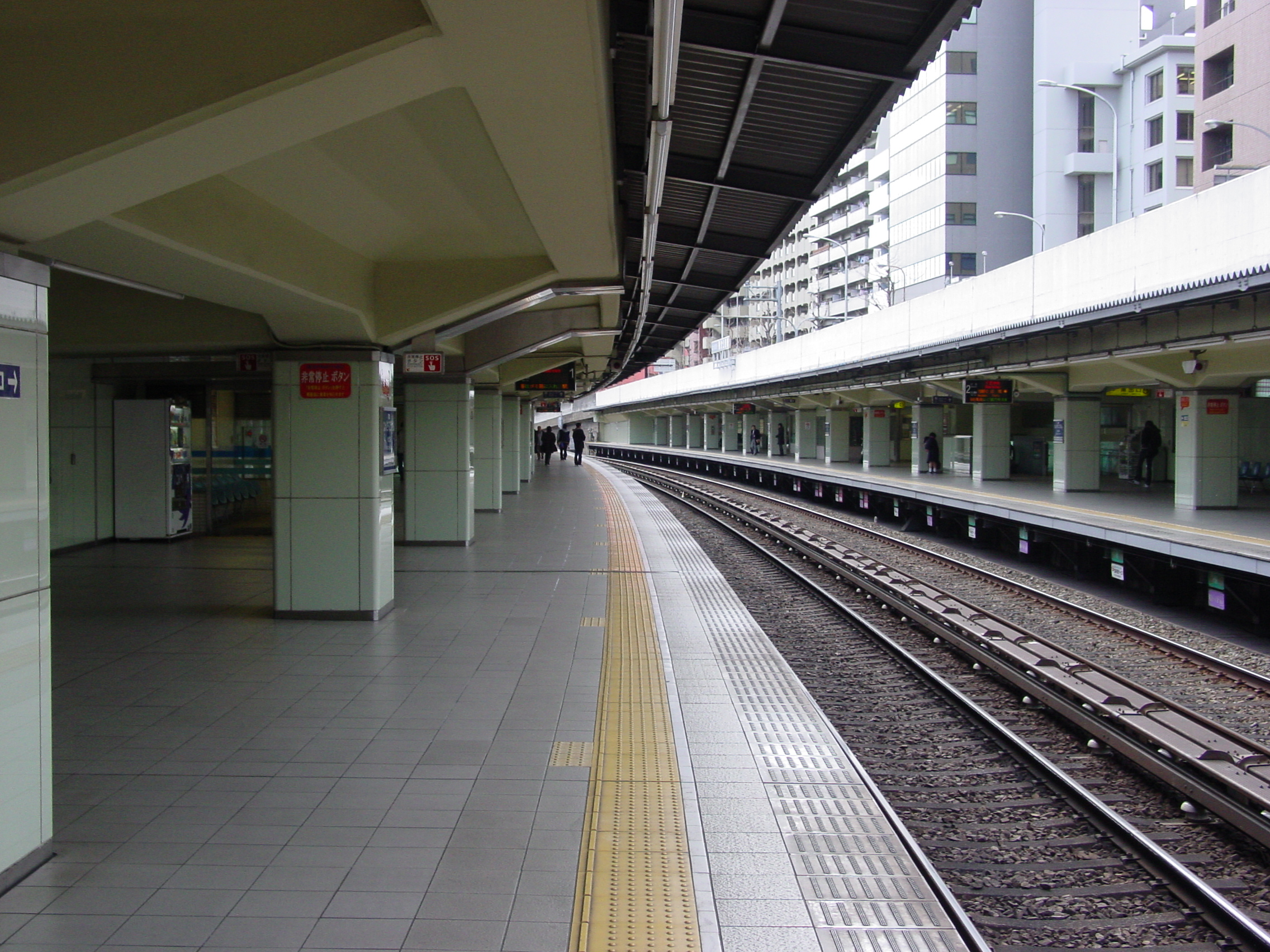
ホーム（可動式ホーム柵設置前）
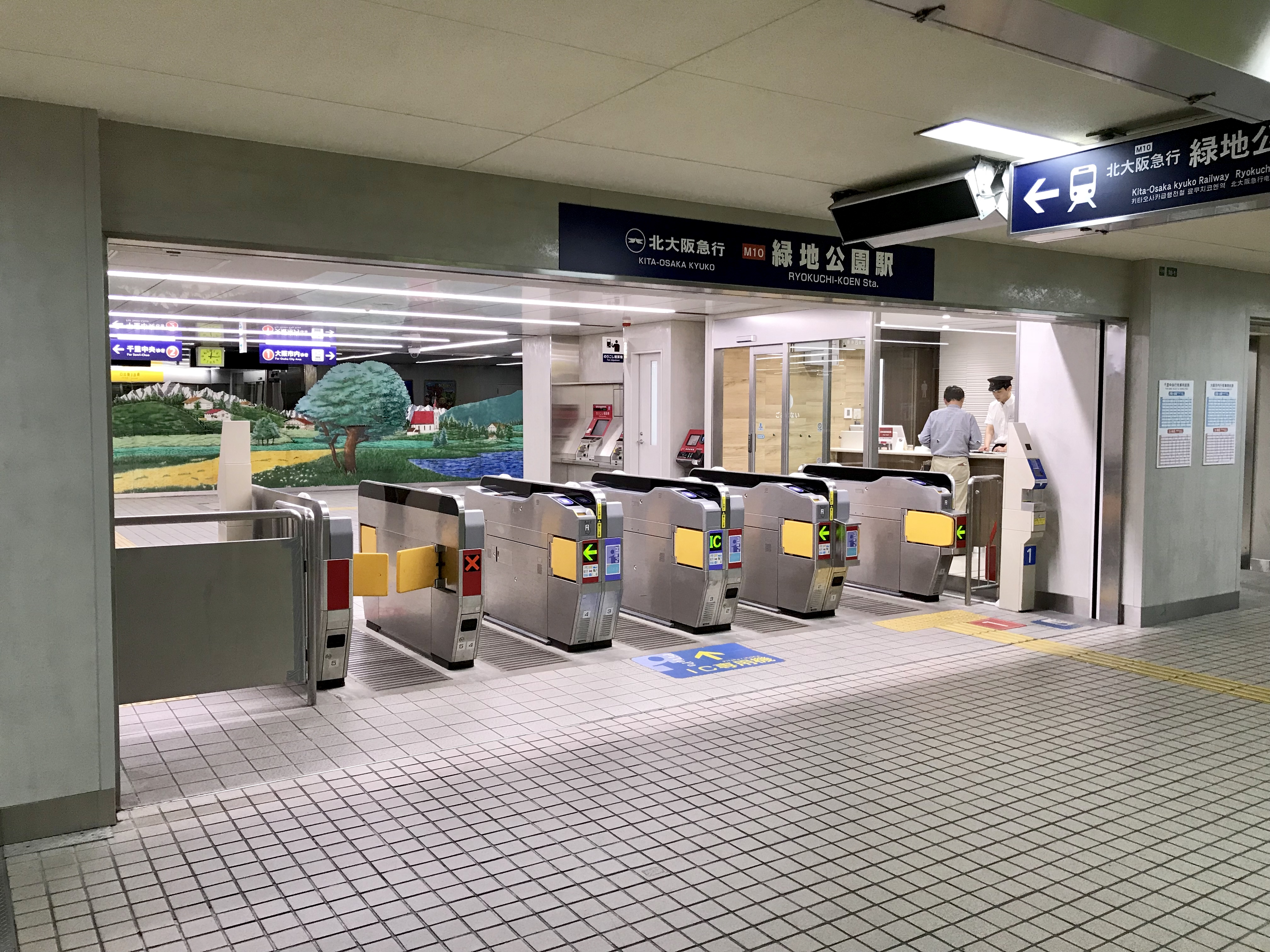
南改札口（2018年9月）
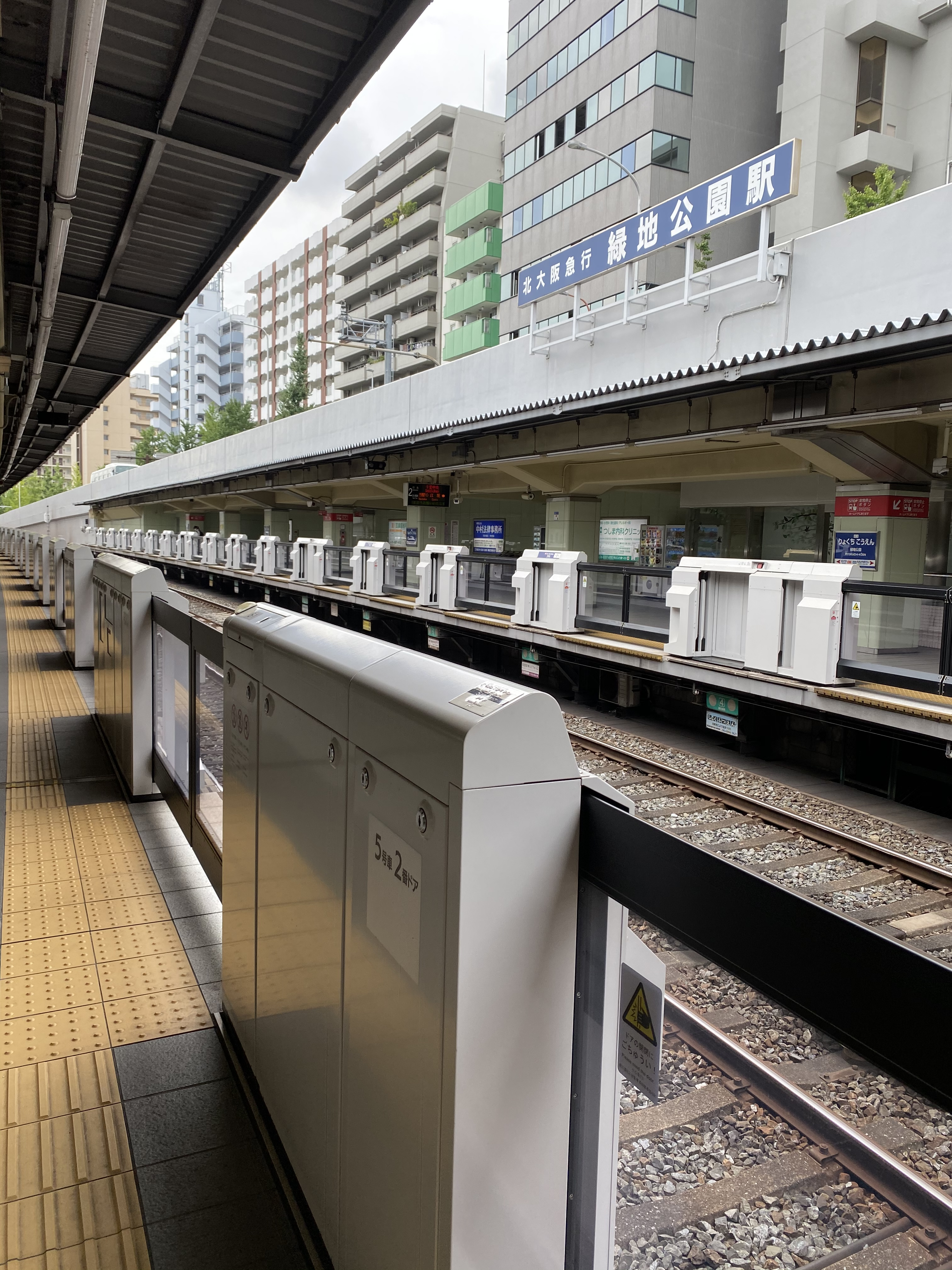
ホームドアのついた緑地公園駅ホーム（2020年）

## 利用状況
2024年度の特定日における1日の乗降人員は32,503人（乗車人員：16,388人、降車人員：16,115人）である。
近年の特定日における1日乗降・乗車人員は下表の通りである。
| 年度               | 特定日   | 特定日   | 特定日   | 出典           |
| 年度               | 調査日   | 乗降人員 | 乗車人員 | 出典           |
| ------------------ | -------- | -------- | -------- | -------------- |
| 1990年（平成02年） |          | 34,688   | 18,053   | [ * 1 ]        |
| 1991年（平成03年） | -        | -        | -        | [ * 2 ]        |
| 1992年（平成04年） |          | 38,188   | 19,622   | [ * 3 ]        |
| 1993年（平成05年） |          | 37,623   | 19,184   | [ * 4 ]        |
| 1994年（平成06年） |          | 35,178   | 18,073   | [ * 5 ]        |
| 1995年（平成07年） |          | 32,804   | 16,887   | [ * 6 ]        |
| 1996年（平成08年） |          | 37,080   | 19,144   | [ * 7 ]        |
| 1997年（平成09年） | 11月11日 | 37,080   | 19,144   | [ * 8 ]        |
| 1998年（平成10年） | 11月10日 | 28,981   | 14,156   | [ * 9 ]        |
| 1999年（平成11年） | 11月09日 | 33,943   | 17,364   | [ * 10 ]       |
| 2000年（平成12年） | 11月07日 | 34,543   | 17,731   | [ * 11 ]       |
| 2001年（平成13年） | 11月13日 | 33,171   | 17,024   | [ * 12 ]       |
| 2002年（平成14年） | 11月12日 | 33,340   | 17,056   | [ * 13 ]       |
| 2003年（平成15年） | 11月11日 | 33,224   | 17,197   | [ * 14 ]       |
| 2004年（平成16年） | 11月09日 | 34,166   | 17,451   | [ * 15 ]       |
| 2005年（平成17年） | 11月08日 | 33,337   | 17,229   | [ * 16 ]       |
| 2006年（平成18年） | 11月07日 | 34,003   | 17,470   | [ * 17 ]       |
| 2007年（平成19年） | 11月13日 | 33,436   | 17,146   | [ * 18 ]       |
| 2008年（平成20年） | 11月11日 | 34,150   | 17,516   | [ * 19 ]       |
| 2009年（平成21年） | 11月10日 | 33,112   | 16,949   | [ * 20 ]       |
| 2010年（平成22年） | 11月09日 | 31,847   | 16,278   | [ * 21 ]       |
| 2011年（平成23年） | 11月08日 | 32,333   | 16,478   | [ * 22 ]       |
| 2012年（平成24年） | 11月13日 | 31,878   | 16,502   | [ * 23 ]       |
| 2013年（平成25年） | 11月12日 | 32,849   | 16,732   | [ * 24 ]       |
| 2014年（平成26年） | 11月11日 | 32,574   | 16,615   | [ * 25 ]       |
| 2015年（平成27年） | 11月10日 | 32,885   | 17,027   | [ * 26 ]       |
| 2016年（平成28年） | 11月08日 | 33,443   | 16,980   | [ * 27 ]       |
| 2017年（平成29年） | 11月14日 | 33,626   | 17,103   | [ * 28 ]       |
| 2018年（平成30年） | 11月13日 | 34,739   | 17,572   | [ * 29 ]       |
| 2019年（令和元年） | 11月12日 | 35,552   | 18,008   | [ * 30 ]       |
| 2020年（令和02年） | 11月10日 | 29,889   | 15,101   | [ * 31 ]       |
| 2021年（令和03年） | 11月09日 | 29,703   | 14,927   | [ * 32 ]       |
| 2022年（令和04年） | 11月08日 | 29,966   | 15,071   | [ * 33 ]       |
| 2023年（令和05年） | 11月07日 | 30,363   | 15,226   | [ * 34 ]       |
| 2024年（令和06年） | 11月12日 | 32,503   | 16,388   | [ 利用客数 1 ] |

## 駅周辺

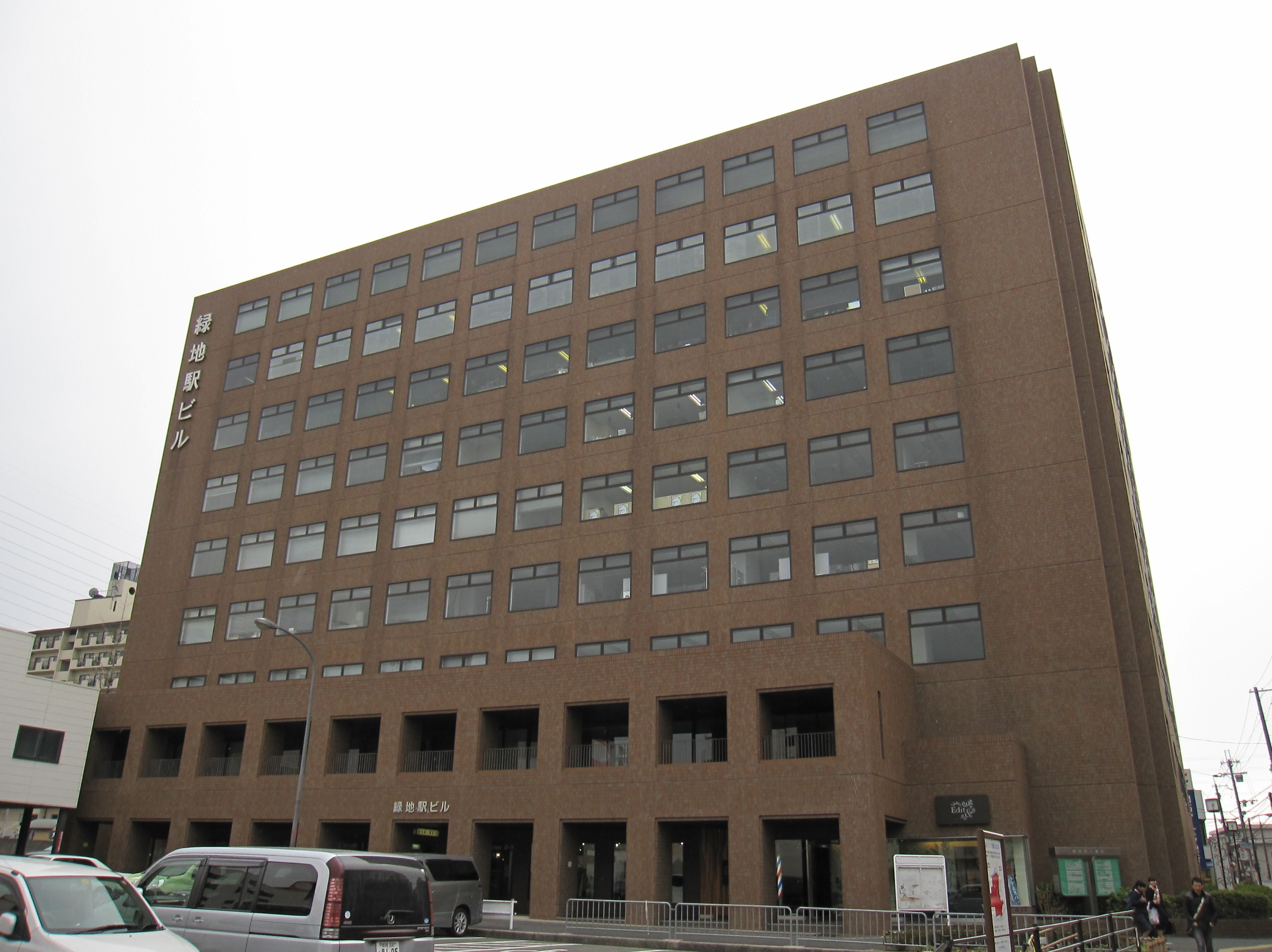
緑地駅ビル（2013年3月）

- 緑地駅ビル
  - 北大阪急行電鉄本社
  - 豊中寺内郵便局
- 服部緑地
  - 日本民家集落博物館
  - 服部緑地都市緑化植物園
  - 服部緑地野外音楽堂
- 豊中市立寺内小学校
- 駿台予備学校大阪校
- 東進衛星予備校緑地公園校
- 駿台観光&外語ビジネス専門学校
- 中央工学校OSAKA
- 天牛書店
- 阪急オアシス服部緑地店
- 寺内配水場
- 国道423号（新御堂筋）
- 馬渕教室緑地公園校

## バス路線
阪急バス
- 豊中東西線：イオンモール伊丹（JR伊丹駅東口）行

すいすいバス
- たけのこルート：南千里駅方面行（西口）／千里山駅方面行（東口）[14]

## 隣の駅
北大阪急行電鉄
 南北線 
桃山台駅 (M09) - 緑地公園駅 (M10) - 江坂駅 (M11)
- ( ) 内は駅番号を示す。

### 記事本文
1. ↑  北大阪急行電鉄株式会社 2018, p. 159.
2. 1 2 3 4 5 6 7  北大阪急行電鉄株式会社 2018, pp. 52–53.
3. 1 2  編集部「3月のメモ帳」『鉄道ピクトリアル』第25巻第6号（通巻第307号）、電気車研究会、1975年6月1日、88頁、ISSN 0040-4047。
4. ↑  北大阪急行電鉄株式会社 2018, p. 181.
5. ↑  北大阪急行電鉄株式会社 2018, p. 182.
6. 1 2  北大阪急行電鉄株式会社 2018, p. 183.
7. ↑  北大阪急行電鉄株式会社 2018, p. 184.
8. ↑  北大阪急行電鉄株式会社 2018, p. 189.
9. ↑  北大阪急行電鉄株式会社 2018, p. 190.
10. ↑  『〜さらに、安全、安心にご利用いただくため〜 緑地公園駅・桃山台駅で「可動式ホーム柵」を使用開始します』（PDF）（プレスリリース）北大阪急行電鉄、2018年2月16日。オリジナルの2018年9月2日時点におけるアーカイブ。2020年3月30日閲覧。
11. ↑  北大阪急行電鉄株式会社 2018, p. 164.
12. ↑  緑地公園駅構内図 (PDF)
13. ↑  “緑地公園駅 駅構内図”.   北大阪急行電鉄. 2024年3月23日閲覧。
14. ↑  “吹田市コミュニティバス千里山地域たけのこルート 2022年2月17日試験運行開始” (PDF).   吹田市／阪急バス. 2022年3月12日時点のオリジナルよりアーカイブ。2022年3月12日閲覧。

### 利用状況
私鉄の1日平均利用客数
1. 1 2 3 4  北大阪急行 乗降客数

私鉄の統計データ
1. ↑  大阪府統計年鑑 - 大阪府
2. ↑  豊中市統計書 - 豊中市

大阪府統計年鑑
1. ↑  大阪府統計年鑑（平成3年） (PDF)
2. ↑  大阪府統計年鑑（平成4年） (PDF)
3. ↑  大阪府統計年鑑（平成5年） (PDF)
4. ↑  大阪府統計年鑑（平成6年） (PDF)
5. ↑  大阪府統計年鑑（平成7年） (PDF)
6. ↑  大阪府統計年鑑（平成8年） (PDF)
7. ↑  大阪府統計年鑑（平成9年） (PDF)
8. ↑  大阪府統計年鑑（平成10年） (PDF)
9. ↑  大阪府統計年鑑（平成11年） (PDF)
10. ↑  大阪府統計年鑑（平成12年） (PDF)
11. ↑  大阪府統計年鑑（平成13年） (PDF)
12. ↑  大阪府統計年鑑（平成14年） (PDF)
13. ↑  大阪府統計年鑑（平成15年） (PDF)
14. ↑  大阪府統計年鑑（平成16年） (PDF)
15. ↑  大阪府統計年鑑（平成17年） (PDF)
16. ↑  大阪府統計年鑑（平成18年） (PDF)
17. ↑  大阪府統計年鑑（平成19年） (PDF)
18. ↑  大阪府統計年鑑（平成20年） (PDF)
19. ↑  大阪府統計年鑑（平成21年） (PDF)
20. ↑  大阪府統計年鑑（平成22年） (PDF)
21. ↑  大阪府統計年鑑（平成23年） (PDF)
22. ↑  大阪府統計年鑑（平成24年） (PDF)
23. ↑  大阪府統計年鑑（平成25年） (PDF)
24. ↑  大阪府統計年鑑（平成26年） (PDF)
25. ↑  大阪府統計年鑑（平成27年） (PDF)
26. ↑  大阪府統計年鑑（平成28年） (PDF)
27. ↑  大阪府統計年鑑（平成29年） (PDF)
28. ↑  大阪府統計年鑑（平成30年） (PDF)
29. ↑  大阪府統計年鑑（令和元年） (PDF)
30. ↑  大阪府統計年鑑（令和2年） (PDF)
31. ↑  大阪府統計年鑑（令和3年） (PDF)
32. ↑  大阪府統計年鑑（令和4年） (PDF)
33. ↑  大阪府統計年鑑（令和5年） (PDF)
34. ↑  大阪府統計年鑑（令和6年） (PDF)